# Hani Hanjour
Hani Saleh Hasan Hanjour (arabsko هاني صالح حسن حنجور), arabski pilot in terorist, * 30. avgust 1972, Ta'if, Saudova Arabija, † 11. september 2001, Pentagon
Sodeloval je v terorističnih napadih 11. septembra 2001 kot ugrabitelj in pilot letala na letu 77 družbe American Airlines, s katerim je trčil v sedež obrambnega ministrstva, v Pentagon.
Hanjour je prvič prišel v ZDA leta 1991 in se vpisal na univerzo v Arizoni, kjer je nekaj mesecev študiral angleščino, preden se je v začetku naslednjega leta vrnil v Savdsko Arabijo. V ZDA se je vrnil leta 1996, v Kalifornijo, kjer je še naprej študiral angleščino, preden je v Arizoni začel pouk letenja. Potrdilo o komercialnem pilotu je prejel leta 1999 in se vrnil v Savdsko Arabijo, da bi našel službo kot komercialni pilot. Hanjour se je vpisal v šolo civilnega letalstva v Džedi, a ga tam niso sprejeli. Hanjour je konec leta 1999 zapustil svojo družino in jim povedal, da bo poiskal delo v Združenih arabskih emiratih. Kot je povedal Khalid Sheikh Mohammed, ga je Osama bin Laden v afganistanskem vadbenem kampu ocenil za usposobljenega pilota in ga izbral za sodelovanje v napadih 11. septembra. 
Hanjour se je vrnil v ZDA decembra 2000. Pridružil se je Nawafu al-Hazmiju v San Diegu in takoj sta odšla v Arizono, kjer je Hanjour opravil osvežilno usposabljanje pilotov. Aprila 2001 sta se konec maja preselila v Falls Church, Virginijo in nato v Paterson v New Jerseyju, kjer je Hanjour opravil dodatno letenje. 
Hanjour se je 2. septembra 2001 vrnil v metropolitansko območje Washington D.C. in odšel v hotel v Laurelu v Marylandu, kjer je ostal do 11. septembra. 11. septembra 2001 zjutraj se je Hanjour vkrcal na let 77 American Airlines, 31 minut po vzletu pa so z ekipo ugrabili letalo. Hanjour je prevzel nadzor nad letalom in ga ob 9:37 zapeljal v Pentagon, s hitrostjo 755 km/h. Del stavbe, v katerega se je letalo zaletelo, se je porušil ob 9:57, pri tem pa je umrlo vseh 64 ljudi na letalu in 125 ljudi v Pentagonu.  